# أبو ثابت الثاني
 أبو ثابت الثاني عاشر سلاطين الدولة الزيانية بتلمسان حكم لفترة وجيزة انتهت بمقتله.

## اسمه ونسبه
أبو ثابت يوسف بن أبي تاشفين عبد الرحمن بن أبي حمو موسى بن أبي يعقوب يوسف بن أبي زيد عبد الرحمن بن أبي زكريا يحي بن يغمراسن بن زيان العبدوادي الزناتي.

## حكمه
```
بويع بعد وفاة أبيه السلطان أبي تاشفين الثاني. و لم يدم ملكه إلا أربعين يوما بعد أن ثار عليه عمه 
أبو الحجاج يوسف
 و قتله سنة 1393.
[
2
]
```